# Bohol

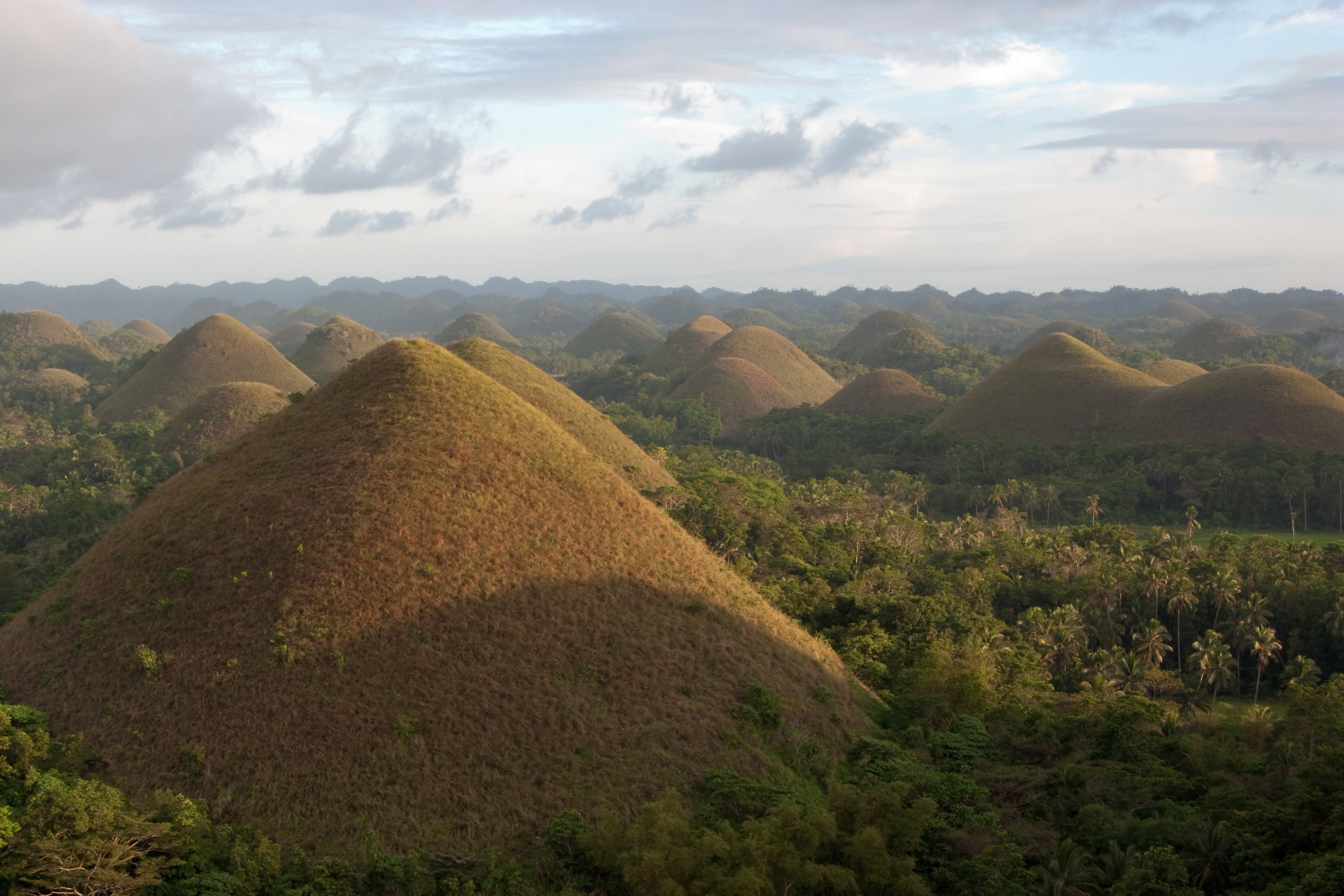
Colinas de Chocolate

Bohol es una provincia de Filipinas situada en la región de Bisayas Centrales. Según el censo de 2020, tiene una población de 1 394 329 habitantes. Incluye la isla homónima y 81 islas pequeñas e islotes.
Su capital es Ciudad de Tagbilaran (en inglés, Tagbilaran City).
Bahol es la décima isla más grande del país y está ubicada en el corazón de las Bisayas. Tiene una superficie de 4117.26 km².
Al oeste de Bohol está la isla de Cebú, al noreste está la isla de Leyte y al sur, tras el mar de Bohol, está Mindanao.
Es un destino turístico popular gracias a sus playas y resorts. Las Colinas de Chocolate, numerosos montículos formados de piedra caliza, son la atracción más popular. Las islas de Panglao, localizada al sudoeste de la provincia, y de Anda, situada al este, tienen las playas más conocidas. La provincia está subdivida en una ciudad y 47 municipios.
El tarsero filipino, considerado el segundo primate más pequeño del mundo, es autóctono de la isla.
Los boholanos hablan de la patria de la isla como la "República de Bohol" con convicción y orgullo. Un estrecho separa la isla de Cebú y Bohol, y ambas partes tienen una lengua común, el cebuano. Sin embargo, los boholanos conservan diferencias evidentes respecto de los cebuanos.
Bohol es la provincia de nacimiento de Carlos P. García, el cuarto presidente de las Filipinas (1957-1961).

## Ciudades y municipios
- Ciudad de Tagbilaran, capital

| - Alburquerque - Alicia - Anda - Antequera - Baclayon - Balilihan - Batuan - Bien Unido - Bilar - Buenavista - Calape - Candijay | - Carmen - Catigbian - Clarín - Corella - Cortes - Dagohoy - Danao - Dauis - Dimiao - Duero - García Hernández - Guindulman | - Inabanga - Jagna - Jetafe - Lila - Loay - Loboc - Loon - Mabini - Maribojóc - Panglao - Pilar - Sagbayan | - San Isidro - San Miguel - Sevilla - Sierra Bullones - Sikatuna - Talibon - Trinidad - Tubigon - Ubay - Valencia |